# إريك بارتون
اريك بارتون (بالإنجليزية: Eric Barton)‏ هو لاعب كرة قدم أمريكية أمريكي، ولد في 29 سبتمبر 1977 في الإسكندرية في الولايات المتحدة.

## وصلات خارجية
- إريك بارتون على موقع مرجع كرة القدم المحترفة.كوم (الإنجليزية)